# Ligne de Gisors-Boisgeloup à Pacy-sur-Eure
La ligne de Gisors-Boisgeloup à Pacy-sur-Eure est une ancienne ligne de chemin de fer secondaire à voie normale de 56,1 km de longueur, située dans l'Eure et le Val-d'Oise. Elle permet en particulier de relier Gisors à Vernon et de desservir la basse vallée de l'Epte, frontière historique du Vexin français et du Vexin normand. Elle constitue la ligne 339 000 du réseau ferré national.

## Histoire

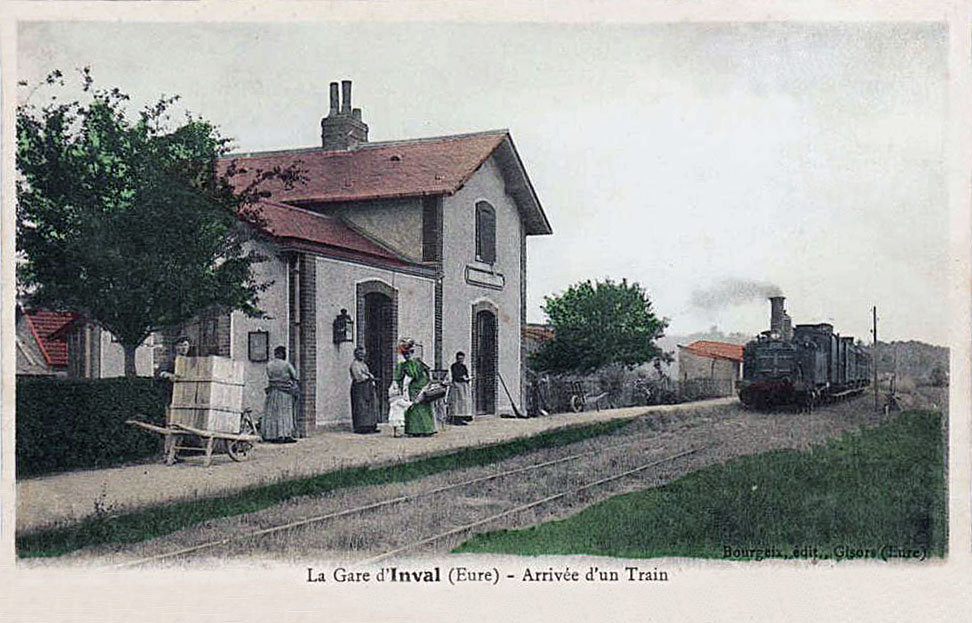
La gare d'Inval - Arrivée d'un train vers 1900.

La section de Gisors à Vernon a été concédée (intérêt local) suivant un arrêté du préfet du département de l'Eure à MM. Claverie et Desroches le 11 avril 1866. Celle de Vernon à Pacy-sur-Eure a été concédée à M. Paul Desroches, entrepreneur de travaux publics, le 23 août 1867. La section de Vernonnet à Vernon a été déclarée d'utilité publique (intérêt local) le 29 avril 1868.
La section de Pacy à Vernon est déclarée d'utilité publique par un décret impérial le 1er mai 1869 qui approuve la convention de concession.
La ligne est ouverte de Gisors à Vernonnet le 15 juillet 1869. Elle est prolongée jusqu'à Vernon le 15 mai 1870, avec franchissement de la Seine.
La concession de la ligne est reprise par la Compagnie du chemin de fer d'Orléans à Châlons par des traités signés les 13 avril et 24 mai 1870. Ces traités sont approuvés par un arrêté du président du conseil du 24 juillet 1871,.
Le 1er mai 1873, elle est prolongée jusqu'à Pacy-sur-Eure, permettant une correspondance avec la ligne d'Orléans à Rouen. Le 29 octobre 1871, la Compagnie du chemin de fer d'Orléans à Châlons afferme l'exploitation de la ligne à la Compagnie du chemin de fer d'Orléans à Rouen.
À la  suite de la faillite de la Compagnie du chemin de fer d'Orléans à Châlons, la ligne est provisoirement administrée par le syndic de faillite. La loi du 3 août 1892 incorpore la ligne dans le réseau général et la concède à la Compagnie des chemins de fer de l'Ouest.
Cette dernière compagnie est à son tour mise en liquidation et l'Administration des chemins de fer de l'État rachète la ligne le 1er janvier 1909. La SNCF devient concessionnaire le 1er janvier 1938 lors de la nationalisation. La ligne est transférée à Réseau ferré de France (RFF) en 1997.
Le tronçon de Vernon à Pacy-sur-Eure est fermé aux voyageurs le 1er juillet 1939, suivi par celui de Gisors-Boisgeloup à Vernon, le 1er mars 1940. Lors de la Seconde Guerre mondiale, le viaduc sur la Seine à Vernon est détruit une première fois en 1940 à l'explosif par le génie français qui fait sauter deux travées, afin de tenter de contenir l'avancée des Allemands. Il est reconstruit en 1941, avant d'être de nouveau détruit, cette fois définitivement, en août 1944.
Le tronçon de Vernon à Pacy-sur-Eure est également fermé au trafic des marchandises en 1941 et déposé peu après par les Allemands pour la réalisation du mur de l'Atlantique[réf. nécessaire]. Cette section (PK 41,115 à 59,255) est déclassée le 12 novembre 1954. Le tronçon de Gasny à Vernonnet est finalement fermé au trafic de marchandises le 1er juillet 1964 et déclassé (PK 30,629 à 39,610) le 19 octobre 1967. Celui de Gisors-Boisgeloup à Gasny ferme le 31 juillet 1989. Une section à Gasny (PK 29,140 à 30,120) est déclassée le 31 août 1989, le restant de la ligne étant déclassé (PK 3,945 à 29,140) le 17 octobre 1994. Les installations sont déposées de Gasny à Vernonnet vers 1970 et de Neaufles-Inval à Gasny en 1997. La section de Gisors à Gasny a laissé depuis la place à une « voie verte »,.

## Tracé

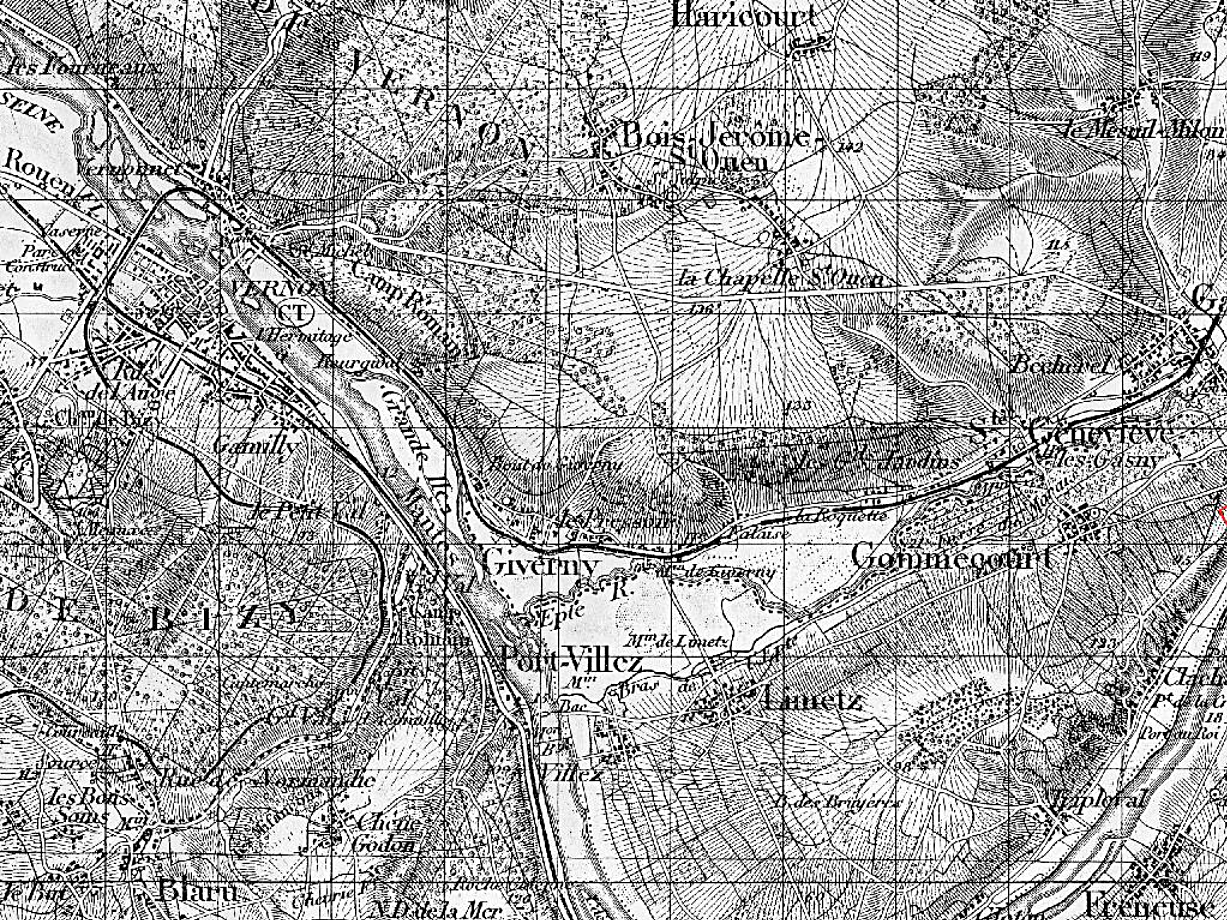
Le nœud ferroviaire de Vernon vers 1910.

La ligne à voie unique trouve son origine en gare de Gisors-Boisgeloup ou Gisors-Ville, située au sud de l'agglomération. Elle se débranche de la ligne de Gisors-Embranchement à Pont-de-l'Arche, qui trouve elle son origine un peu en amont en gare de Gisors-Embranchement, à la bifurcation d'Inval, située au PK 3,9. Tandis que la ligne de Pont-de-l'Arche se dirige vers l'ouest dans la vallée de la Bonde, celle de Pacy-sur-Eure s'oriente au sud et suit alors le cours de l'Epte, avec des déclivités en dents de scie atteignant 3 à 8 ‰. Le long du tracé, situé majoritairement sur la rive droite de la rivière, mais avec quelques incursions sur la rive gauche, quelques embranchements desservent de petits établissements industriels. Le jardin de la maison du peintre Claude Monet est traversé par la ligne qui longe à cet endroit l'actuelle route départementale 5.
Parvenue à l'embouchure de l'Epte, à Giverny, la ligne suit alors, sur quelques kilomètres, la rive droite de la Seine, avant d'atteindre Vernonnet, quartier de Vernon, où un viaduc en treillis métallique de cinq travées permet à la ligne de franchir le cours du fleuve. Tandis que l'itinéraire direct franchit par un pont les voies de la ligne de Paris-Saint-Lazare au Havre, une jonction s'en détache peu après le franchissement du fleuve afin d'offrir une correspondance en gare de Vernon. La ligne se poursuit par un itinéraire sinueux et accidenté, avec des rampes atteignant 17 ‰, contournant par l'est la forêt de Bizy avant d'atteindre la vallée de l'Eure, où elle se raccorde à la ligne d'Orléans à Rouen en gare de Pacy-sur-Eure.

### Exploitation

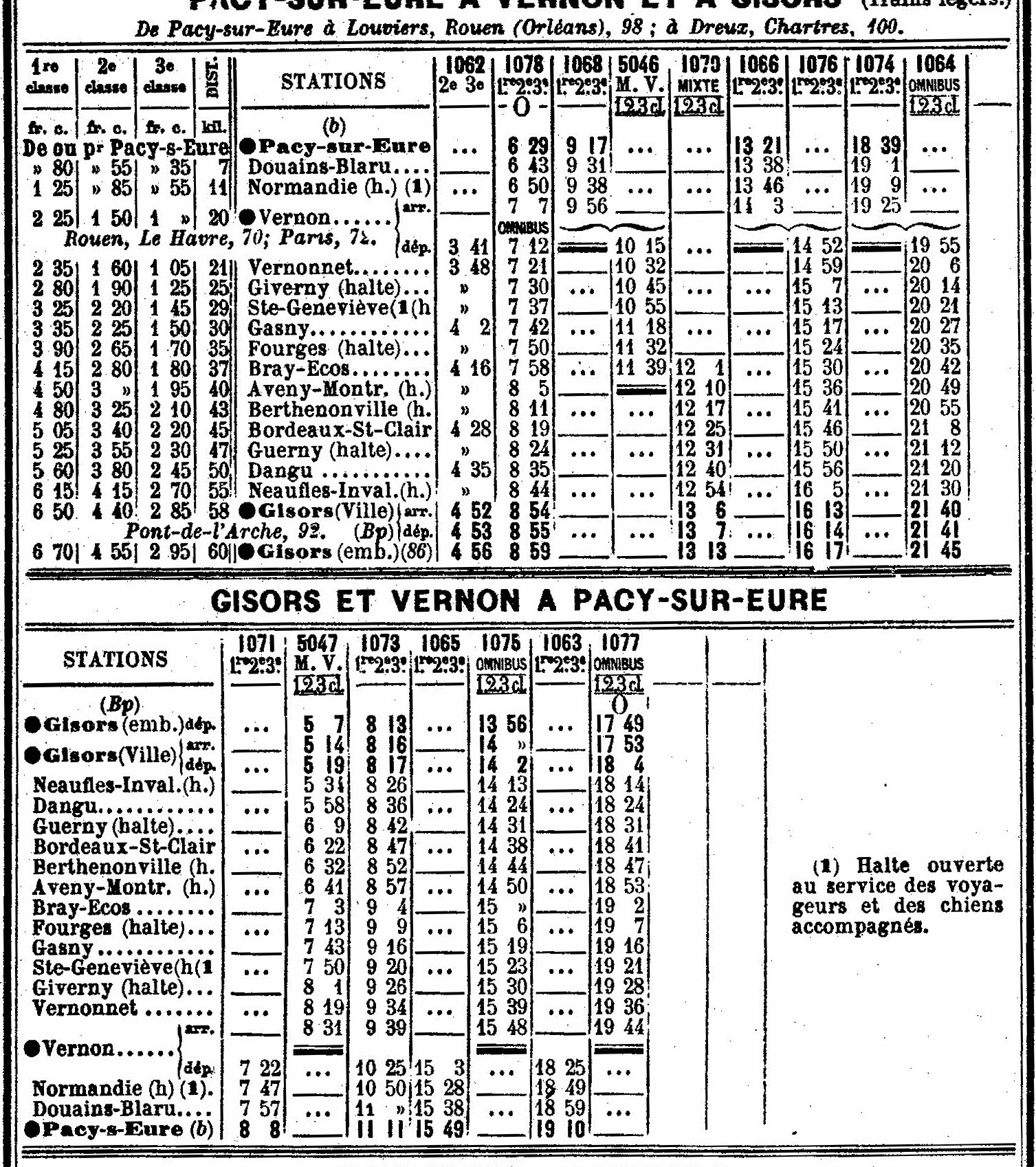
Horaires de la ligne en mai 1914.

## Installations préservées
La Voie verte de la vallée de l'Epte, qui relie Gisors à Gasny sur 28 km, réutilise la plateforme de la ligne en longeant l'Epte. C'est un tronçon de l’Avenue verte London-Paris par Gisors.

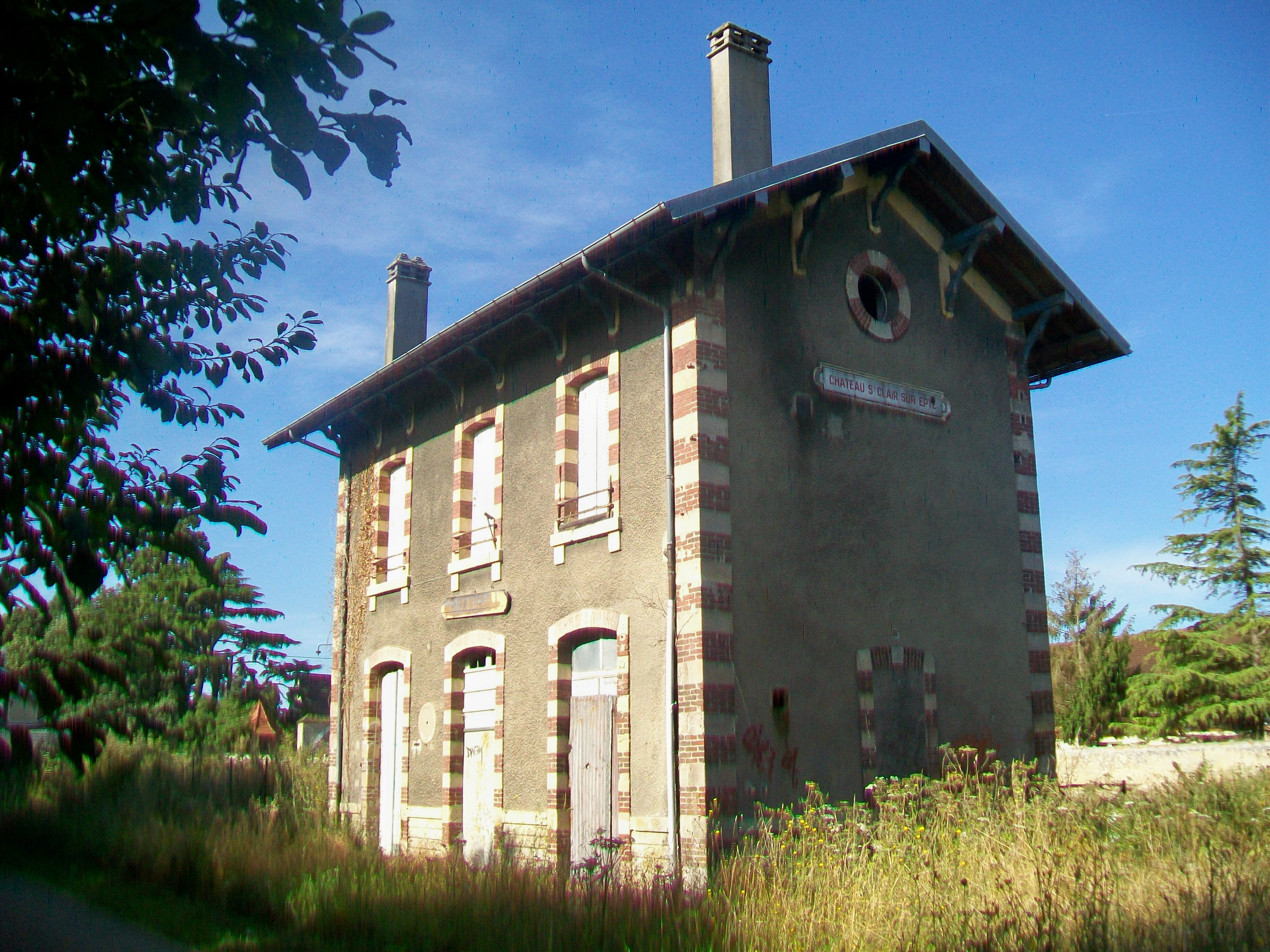
La gare de  Château - Saint-Clair-sur-Epte, en août 2012.
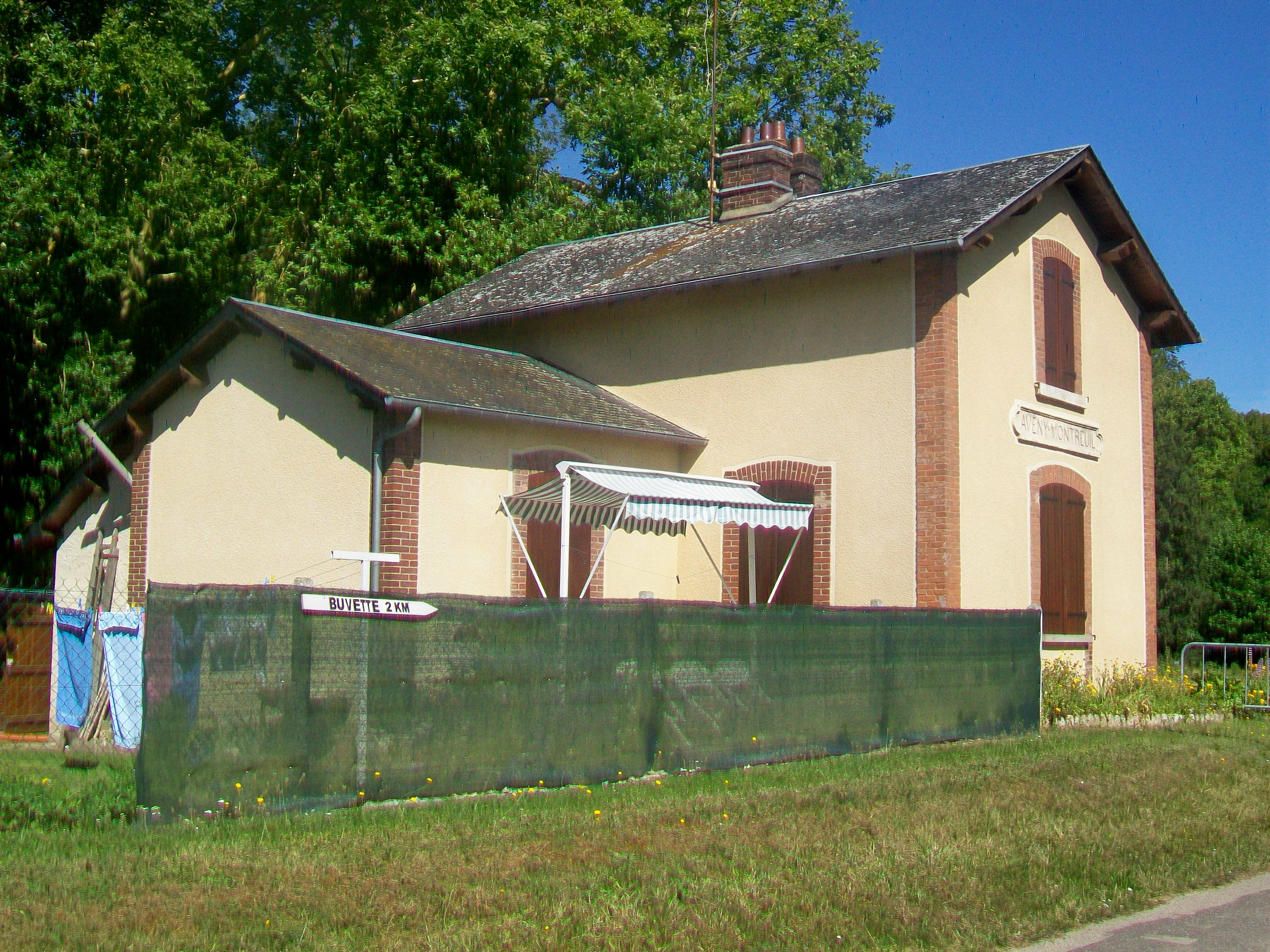
La halte d'Avenuy - Montreuil à la même époque.
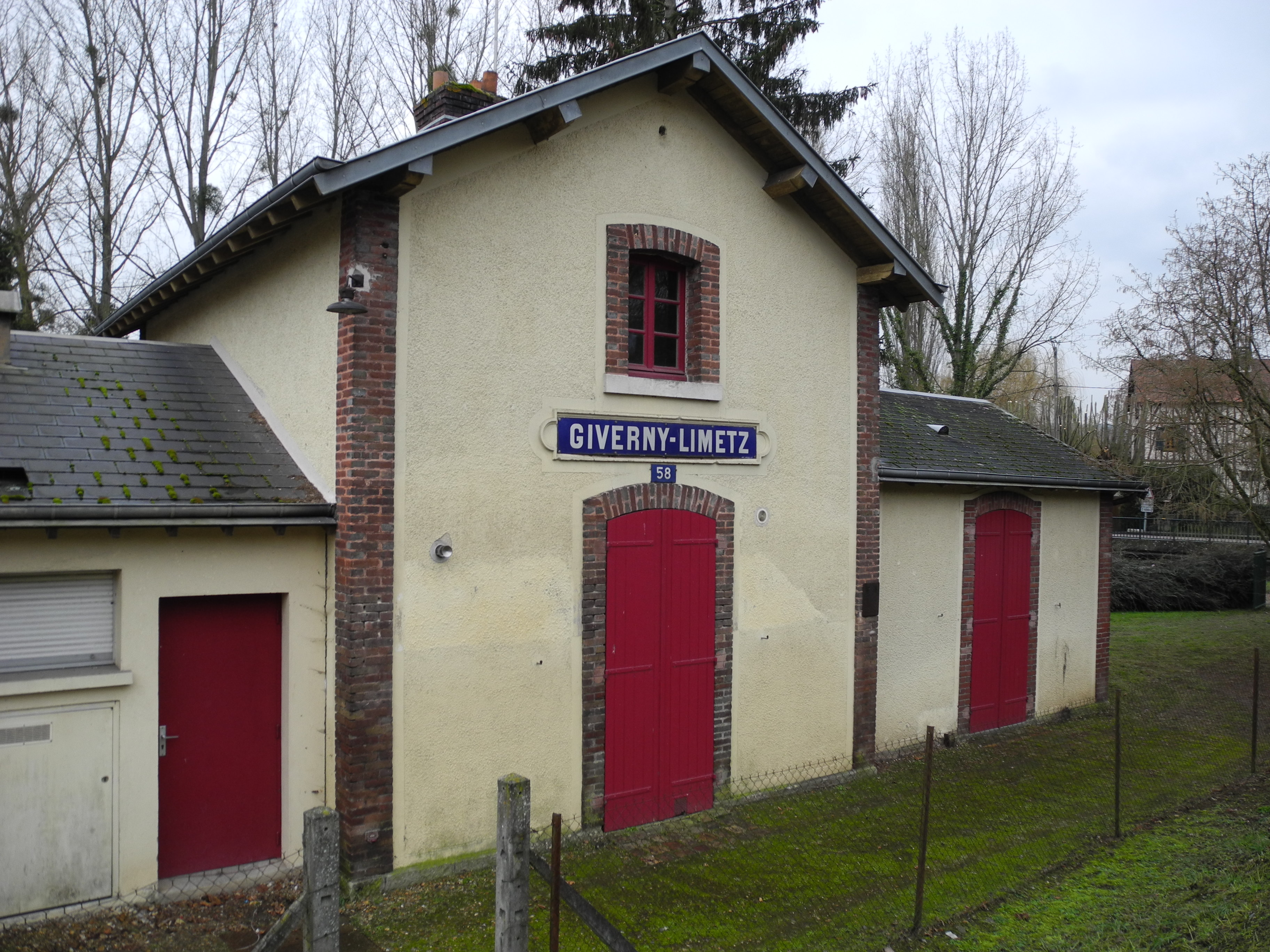
La gare de Giverny-Limetz, à la même époque.